# Alan Kulwicki
Alan Kulwicki (* 14. Dezember 1954 in Greenfield, Wisconsin; † 1. April 1993 bei Blountville, Tennessee), auch Special K genannt, war ein US-amerikanischer NASCAR-Rennfahrer. Zuletzt fuhr er einen Ford Thunderbird mit der Startnummer 7. Zu seinen Erfolgen zählen der Sieg in der Meisterschaft im Winston Cup im Jahre 1992 sowie die Ernennung zum Rookie des Jahres 1986. Im Jahre 1998 wurde Kulwicki als einer von NASCAR’s 50 Greatest Drivers geehrt und im Jahre 2002 in die International Motorsports Hall of Fame aufgenommen. Alan Kulwicki starb am 1. April 1993 bei einem Flugzeugabsturz in der Nähe von Blountville.

## Hintergrund
Alan Kulwicki wurde in Greenfield, Wisconsin, einem Vorort von Milwaukee geboren. Sein Studium an der University of Wisconsin–Milwaukee schloss er im Jahre 1977 im Studiengang Maschinenbau ab. Vielfach wird sein Erfolg diesem Wissen zugeschrieben, obwohl zur damaligen Zeit, Erfahrung und Intuition als wichtiger auf der Rennstrecke angesehen wurde.
Im Jahre 1973 gewann Kulwicki den Titel als Rookie des Jahres auf den inzwischen geschlossenen Hales Cornes Speedway, einem Dirt Track in Franklin, einem Vorort von Milwaukee. In den Jahren 1979 und 1980 gewann er die Meisterschaft der Late Models auf dem asphaltierten Wisconsin International Raceway.
Zeitgleich begann er Rennen auf nationalen Rennstrecken zu fahren. So trat er in der Tourenwagenserie des USAC an, bevor er im Jahre 1978 zur American Speed Association (ASA) wechselte. Dort wurde er gleich im ersten Jahr zum Rookie des Jahres gekürt. Innerhalb der Serie fuhr er auch gegen Rusty Wallace, zu dem er später eine enge Freundschaft entwickelte.

## Karriere im Winston Cup
Im Jahre 1984 ging Kulwicki bei vier Rennen in der NASCAR Busch Grand National an den Start. Bei seinem ersten Rennen gleich in seiner Heimatstadt Milwaukee ging er von Startplatz zwei ins Rennen und beendete es auch als Zweiter. In Charlotte kam er als Siebter, in Bristol als Fünfter ins Ziel. Im Januar 1985 ging er auf dem Daytona International Speedway an den Start und startete in Milwaukee im August 1985 sogar von der Pole-Position, beendete das Rennen allerdings aufgrund von Motorproblemen auf Platz 14.
Aufgrund seines Erfolges in der Busch Grand National Series wurde Bill Terry auf Kulwicki aufmerksam und bot ihm die Möglichkeit, in einigen Rennen der Cup-Serie an den Start zu gehen. Sein erstes Rennen im Winston Cup absolvierte er am 8. September 1985 für Terry. Insgesamt ging er in dieser Saison in fünf Rennen an den Start. Sein bestes Ergebnis war ein 13. Platz.
Im Jahre 1986 verkaufte Kulwicki den Großteil seines Besitzes und zog von Wisconsin in die Südstaaten der USA. Zunächst wurde er von vielen Veteranen des Rennsports belächelt, war er doch studierter Maschinenbauer aus Wisconsin, der sich in einem Sport versuchte, bei dem es viele seiner Konkurrenten gerade mal durch die High School geschafft hatten. Oftmals lief er durch die Garagen in seinem Rennoverall und hatte gleichzeitig einen Aktenkoffer in der Hand. Kulwicki war Fahrer, Eigentümer und oftmals auch sein eigener Crew Chief. Zudem hatte er Probleme, eine Crew für das Team zusammenzustellen und auch zusammenzuhalten. Zu den erwähnenswerten Mitgliedern seiner Crew gehörten Paul Andrews, Bobby Norfleet, Tony Gibson sowie Brian Whitesell. Auch Ray Evernham war für wenige Wochen Mitglied des Teams.
Da er für die Saison 1986 keinen Platz in einem Wagen bekommen hatte, gründete er entsprechend sein eigenes Team für den Winston Cup und war Fahrer und Teambesitzer in einer Person. Mit nur zwei Wagen, zwei Motoren und zwei Vollzeitmitgliedern in der Crew über die gesamte Saison gewann er dennoch den Titel als Rookie des Jahres.
In der Saison 1988 gewann er sein erstes NASCAR-Rennen im Winston Cup auf dem Phoenix International Raceway. Nach dem Rennen drehte er sein Wagen um 180 Grad und zeigte zum ersten Mal seine mittlerweile berühmte „Polnische Ehrenrunde“, als er die Ehrenrunde entgegengesetzt der Fahrtrichtung absolvierte. Aufgrund dieser Aktion gab es entsprechenden Ärger mit den Offiziellen von NASCAR.
Seine Erfolge als Fahrer und Eigentümer weckten auch Interesse bei den größeren Teams. Junior Johnson machte ihm nach der Saison 1989 ein Angebot für sein Team, doch Kulwicki lehnte ab, mit der Aussage, er wolle nur für sich selbst fahren.

### Meisterschaft
Das letzte Rennen der Saison 1992 war eines der ereignisreichsten in der Geschichte von NASCAR. Es war das letzte Rennen von Richard Petty, das erste Rennen für Jeff Gordon und sechs Fahrer hatten noch die Möglichkeit zum Titelgewinn. Für dieses Rennen bekam Kulwicki von NASCAR und Ford die Genehmigung, den „Thunderbird“-Schriftzug auf seinem Wagen in „Underbird“ zu ändern, da er sich selbst als Underdog im Titelkampf sah. Nachdem viele der Top-Anwärter auf den Titel bereits früh im Rennen Pech gehabt hatten, duellierten sich Kulwicki und Bill Elliott um die Meisterschaft. Elliott gewann das Rennen vor Kulwicki, der allerdings eine Runde mehr als Elliott geführt hatte und hierfür noch fünf Bonuspunkte zugesprochen bekam. Mit Hilfe dieser Bonuspunkte wurde Kulwicki zum Winston-Cup-Champion der Saison 1992 mit zehn Punkten Vorsprung vor Bill Elliott. Nach dem Titelgewinn absolvierte er seine zweite „Polnische Ehrenrunde“ überhaupt. Bevor er den Wagen verließ, um die Trophäe entgegenzunehmen, nahm er einen Kamm aus einem extra installierten Handschuhfach und kämmte sich zum Vergnügen der Anwesenden die Haare. Eine Anspielung hierauf erfolgte beim späteren Siegerbankett, als Elliott Kulwicki einen „Golden Kamm“-Preis überreichte.
In der entscheidenden Phase der Meisterschaft der Saison 1992 machte Kulwicki ein Punktedefizit von 278 Punkten in den letzten sechs Rennen wett, um mit nur zehn Punkten Vorsprung die Meisterschaft zu gewinnen. Dies war die knappste Entscheidung um die Meisterschaft bis zur Einführung des Chase for the Sprint Cup im Jahre 2004. Diese Meisterschaftsentscheidung ist zudem auch noch aus anderen Gründen erwähnenswert: Kulwicki war der letzte Fahrer und Teambesitzer in Personalunion, der die Meisterschaft gewinnen konnte, der erste Fahrer mit einem Universitäts-Abschluss und der erste Meister seit Bill Rexford, der nicht in einem der Südstaaten der USA geboren wurde.
Zur Feier der Meisterschaft der Saison 1992 produzierte sein Sponsor Hooters eine spezielle „Alan Tribute Card“, die während allen Autogrammstunden zu Beginn der Saison 1993 ausgegeben wurden.
Während seiner neun Jahre andauernden Karriere im Winston Cup gewann Kulwicki fünf Rennen und stand 24 Mal auf der Pole-Position.

## Tod

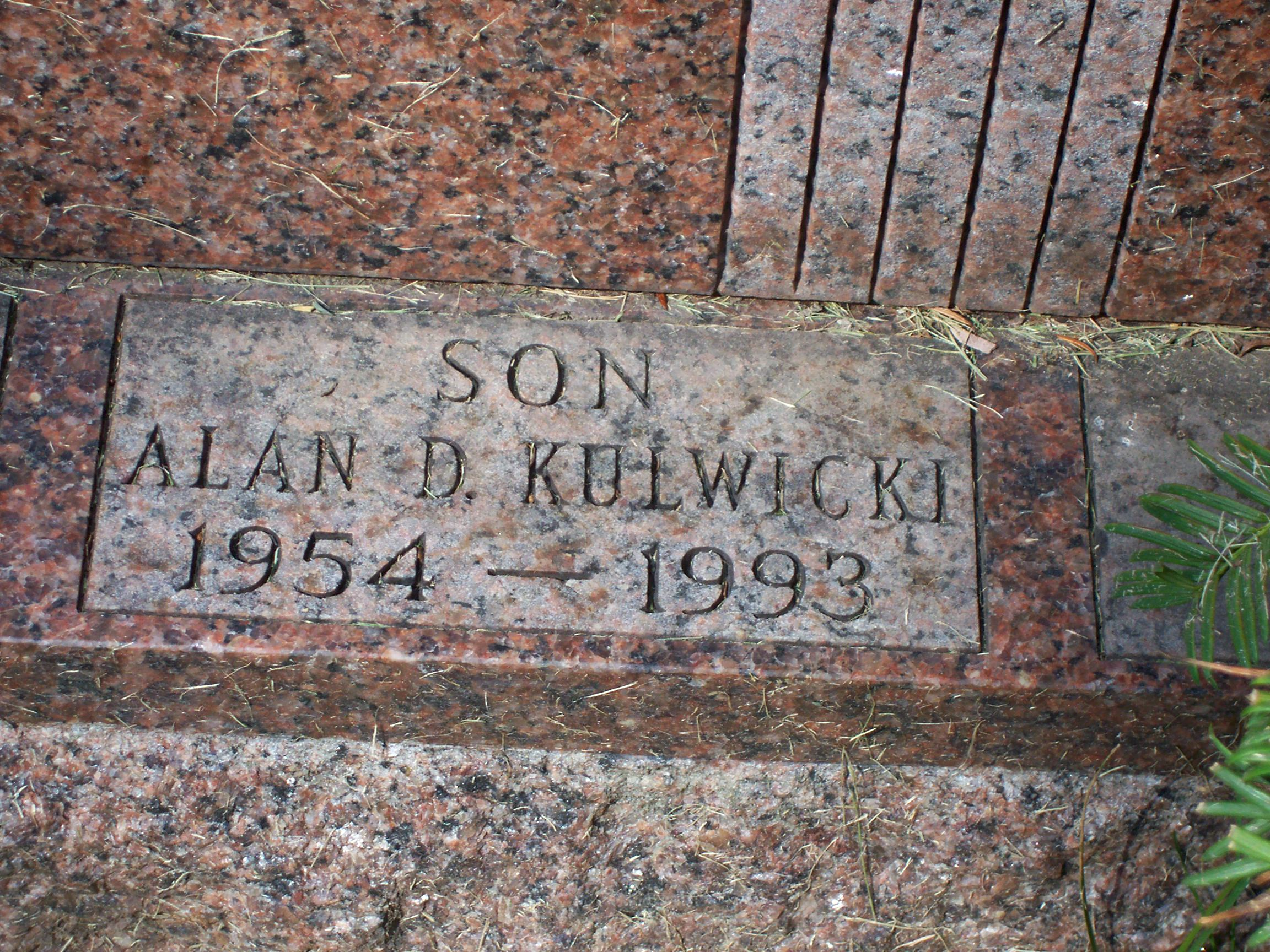
Grabstein von Alan Kulwicki

Alan Kulwicki starb im Alter von 38 Jahren bei einem Flugzeugabsturz am 1. April 1993 in der Nähe von Blountville, Tennessee, als er auf dem Rückflug in einem Flugzeug seines Sponsors Hooters von einer Veranstaltung im Vorfeld des Frühjahrsrennens auf dem Bristol Motor Speedway zurückkehrte. Drei Tage nach Kulwickis Tod ehrte ihn der Sieger von Bristol Rusty Wallace, indem er seine bekannte „Polnische Ehrenrunde“ absolvierte. Auch in den restlichen Rennen der Saison ehrte der jeweilige Sieger Kulwicki auf diese Art. Zusätzlich trugen für den Rest der Saison alle Wagen sowohl im Winston Cup als auch in der Busch Grand National Series einen Aufkleber mit Kulwickis stilisierten Startnummer 7 auf den B-Säulen zu beiden Seiten. Nach dem Tod von Davey Allison am 13. Juli 1993 wurde die 7 mit der stilisierten Nummer 28 von Allison ergänzt. Beim letzten Rennen der Saison fuhren der Sieger des Rennens Rusty Wallace sowie der Sieger der Meisterschaft Dale Earnhardt Seite an Seite eine Polnische Ehrenrunde zu Ehren der beiden verstorbenen Kollegen.
Die Meisterschaftsentscheidung im USAR Hooters Pro Cup, die „Four Champions Challenge“, ist zudem nach den vier Opfern des Flugzeugabsturz des Hauptsponsors Hooters benannt. Die vier getöteten Meister sind zusätzlich beim Monat April in allen Hooters-Kalendern zu sehen.
Alan Kulwicki wurde posthum in die International Motorsports Hall of Fame im Jahre 2002 aufgenommen. Eine weitere Ehrung erfuhr Kulwicki mit dem „Alan Kulwicki Memorial Park“ an der Ecke des Highway 100 und Cold Spring Road in Greenfield.

## Kulwicki als Filmthema
Am 1. April 2005 erschien der mit sehr geringem Budget gedrehte Dokumentarfilm Dare to Dream: The Alan Kulwicki Story, der von Fans von Kulwicki aus Wisconsin gedreht wurde. Der Film wurde für weniger als 100.000 US-Dollar produziert und in 14 US-Bundesstaaten und 80 Städten gezeigt. Er handelt von den Ereignissen in Kulwickis Leben, die für seinen Wunsch Meister zu werden verantwortlich waren – koste es was es wolle. Im Film selbst sind auch Humpy Wheeler und Bill Elliott zu sehen, die sich selbst spielen.